# Kováts Dániel (tanár)
Kováts Dániel (Abaújnádasd, 1929. december 22. – Sátoraljaújhely, 2023. augusztus 30.) főiskolai tanár, irodalmár, nyelvművelő, szerkesztő, helytörténész. Írói álneve: Cornides Dávid.

## Életpályája
Abaújnádasdon született, ahol gyermekkorát a nemesi család birtokán, az azóta nyomtalanul elpusztult kastélyban töltötte. Középiskolai tanulmányait a kőszegi Hunyadi Mátyás katonai nevelőintézetben (1940-1944) és a miskolci Lévay József Református Gimnáziumban (1944-1948) végezte. A budapesti Eötvös Loránd Tudományegyetemen szerzett magyar-angol szakos középiskolai tanári diplomát. 1954-ben Miskolc-Perecesen a 104-es bányaipari szakmunkásképző intézetben, majd 1955–1961 között Zemplénagárd általános iskolájában tanított. Egyetemi tanulmányainak befejezését és elhelyezkedését hátráltatta, hogy az 1950-es években politikai okokból családjával együtt a Hortobágyra deportálták. A sátoraljaújhelyi gimnázium (1961–1974), majd a sárospataki Comenius Tanítóképző Főiskola tanáraként és főigazgató-helyetteseként dolgozott. 1979-ben a debreceni Kossuth Lajos Tudományegyetemen szerzett bölcsészdoktori címet irodalomtudományból. 1993-ban a főiskolából nyugdíjba vonult, Szegedre majd Budapestre költözött.
Számos irodalmi és helytörténeti témájú könyv, cikk és egyéb írás fűződik a nevéhez. Nyugdíjba vonulásáig a Kazinczy Ferenc Társaság elnöke volt, és nagyban hozzájárult a társaság népművelő, kultúra-megőrző munkájához, valamint a 2008-ban megnyílt Magyar Nyelv Múzeuma létrehozásához. 1986-os indulása óta szerkesztette a társaság Széphalom című évkönyvét, melynek rendszeresen szerzője is volt. Helytörténeti munkássága a legkiemelkedőbbek közé tartozik a volt Abaúj és Zemplén vármegye területének vonatkozásában. Nevéhez fűződik egyebek mellett az abaúji Hegyköz, Sárospatak és Sátoraljaújhely helynévi lexikonainak elkészítése. Nyugdíjas éveiben is aktívan folytatta szerkesztői és írói tevékenységét. A Honismeret folyóirat szerkesztőbizottságának, a Magyar Comenius Társaság és a Kazinczy Ferenc Társaság elnökségének tagja.

## Főbb művei
- Cornides Dávid: Írásjelek. Lírai számadás négy tételben, kilencvenkét szakaszban; A Magyar Nyelv Múzeumáért Alapítvány, Sátoraljaújhely-Széphalom, 2022
- A Kazinczy Ferenc Társaság 35 éve. 1984–2019; Kazinczy Ferenc Társaság, Sátoraljaújhely, 2020
- Közelebb Kazinczyhoz. Esszék, tanulmányok, előadások; Kazinczy Ferenc Társaság–A Magyar Nyelv Múzeumáért Alapítvány, Sátoraljaújhely-Széphalom, 2021 (Széphalmi Minerva könyvek)
- Egynapi járóföld. Barangolás vándoréveim ösvényein; Kazinczy Ferenc Társaság, Sátoraljaújhely, 2019
- Kováts Dániel–Fehér József: Királyhelmecről indultak... Helmeczy Mihály és Kemechey Jenő életútja és életműve; Kazinczy Ferenc Társaság–Lorántffy Zsuzsanna a Bodrogköz Fejlesztéséért Társaság, Sátoraljaújhely–Királyhelmec, 2018 (Széphalmi Minerva könyvek)
- Anyanyelv, emberség, beszédmód. Írások a beszéd- és magatartáskultúráról; Kazinczy Ferenc Gimnázium Az Iskoláért és az Anyanyelvért Alapítványa, Győr, 2017
- Az igazság ösvényén. Szabó Zoltán emlékkönyv; szerk. Kováts Dániel; Kazinczy Ferenc Társaság, Sárospatak, 2016
- A nemzeti szeretet kapcsa. Az "Édes anyanyelvünk" verseny tapasztalataiból; szerk. Kováts Dániel; 2. bőv. kiad.; Anyanyelvápolók Szövetsége, Bp.–Sátoraljaújhely, 2015
- Sárospatak ege alatt. Esszék, tanulmányok. Sárospatak, 2014
- Kassai napok. Történelmi konferenciák Fonyban. 2013. június–augusztus; szerk. Bojtor István, Kováts Dániel; Kazinczy Ferenc Társaság, Sátoraljaújhely, 2014
- Kázsmárkiak az 1848/49. évi szabadságharcban; összeáll. Pozbai Dezsőné, szerk. Kováts Dániel; Önkormányzat, Kázsmárk, 2014 (Kázsmárki füzetek)
- „Fény s nagyvilág énnékem Széphalom.” A Kazinczy Ferenc emlékhely története és hatása. Sátoraljaújhely, 2009
- Sátoraljaújhely helynevei és történeti topográfiája. Sátoraljaújhely, 2008
- Sátoraljaújhely lexikona. (Szerkesztés és szócikkek.) Sátoraljaújhely, 2001
- Az abaúji Hegyköz helynevei (Kazinczy Ferenc Társaság, Sátoraljaújhely, 2000
- Zemplénagárd krónikája. 2000
- A nemzeti szeretet kapcsa. Az "Édes anyanyelvünk" verseny 25 éve; szerk. Kováts Dániel; Önkormányzat, Sátoraljaújhely, 1997
- Sárospatak határának helynevei Balassa Ivánnal (Sárospataki Rákóczi Múzeum, 1997)
- Móricz Zsigmond és Sárospatak Miskolc, 1994
- "Mondhatná szebben…" (Kazinczy Ferenc Társaság, Comenius Tanárképző Főiskola, Sárospatak, 1994)
- Tompa Mihály költői útja (Miklós Róberttel, Miskolc, 1991)
- Sátoraljaújhely, a 725 éves város (helyismereti képeskönyv, 1986)
- Kazinczy Ferenc (Miskolc, 1981)
- Schola Patakina (Miskolc, 1981)
- Móricztól Móriczról (Budapest, 1980)
- Sárospatak. Turistakalauz (1979)
- Sátoraljaújhely. Útikalauz Daragó Ferenccel, (1979)
- Kazinczy Abaújban és Zemplénben (társszerzőkkel, Sátoraljaújhely, 1978)

## Díjai
- Csűry Bálint emlékérem (1981)
- Munka Érdemrend ezüst fokozata (1983)
- Kazinczy-díj (1984)
- Sátoraljaújhely díszpolgára (1986)
- Apáczai Csere János-díj (1991)
- Toldy Ferenc-díj (1992)
- Borsod-Abaúj-Zemplén megye alkotói díja (1993)
- Lőrincze Lajos-díj (1999)
- Sárospatak díszpolgára (1999)
- Zemplénagárd díszpolgára (2001)
- Magyar Arany Érdemkereszt (2003)
- Móricz Zsigmond-emlékérem (2009)
- A Borsod-Abaúj-Zemplén megyei közgyűlés Rákóczi-lánca (2014)
- A Magyar Érdemrend lovagkeresztje (2014)
- A Magyar Kultúra Lovagja (2020)